# Йонабару
Йонабару (яп. 与那原町 Ёнабару-тё:) — посёлок в Японии, находящийся в уезде Симадзири префектуры Окинава. Площадь посёлка составляет 5,09 км², население — 18 062 человека (1 августа 2014), плотность населения — 3548,53 чел./км².

## Географическое положение
Посёлок расположен на острове Окинава в префектуре Окинава региона Кюсю. С ним граничат город Нандзё и посёлки Хаэбару, Нисихара.

## Население
Население посёлка составляет 18 062 человека (1 августа 2014), а плотность — 3548,53 чел./км². Изменение численности населения с 1980 по 2005 годы:
| 1980 | 12 752 чел. |  |
| 1985 | 13 311 чел. |  |
| 1990 | 14 009 чел. |  |
| 1995 | 14 850 чел. |  |
| 2000 | 15 109 чел. |  |
| 2005 | 15 343 чел. |  |

## Символика
Цветком посёлка считается гибискус.